# بيونيك كوماندو ريرميد
بيونيك كوماندو ريرميد (باليابانية: バイオニック コマンドー マスターD復活計画) (بالإنجليزية: Bionic Commando Rearmed)‏ ، هي لعبة فيديو إلكترونية من نوع أكشن، صدرت عام 2008 وهي نسخة محسنة من اللعبة الأصلية التي أنتجت سنة 1988م التي تحمل عنوان بيونيك كوماندو.